# Íscar
Íscar is een gemeente in de Spaanse provincie Valladolid in de regio Castilië en León met een oppervlakte van 60,53 km². Íscar telt 6.516 inwoners (1 januari 2016).

## Demografische ontwikkeling
Bron: INE, 1857-2011: volkstellingen

## Geboren
- Juan Carlos Domínguez (1971), wielrenner